# Décollement du corps vitré
 (juin 2013).
Si vous disposez d'ouvrages ou d'articles de référence ou si vous connaissez des sites web de qualité traitant du thème abordé ici, merci de compléter l'article en donnant les références utiles à sa vérifiabilité et en les liant à la section « Notes et références ».
 Mise en garde médicale
Un décollement du corps vitré se produit lorsque la membrane hyaloïde qui sépare le corps vitré de la rétine se décolle de la rétine.
Il s'agit d'un processus physiologique, c’est-à-dire « normal », lié au vieillissement du vitré. Le vitré se liquéfie puis se détache de la rétine. Cependant en cas d'adhérences anormales, le décollement du vitré peut entraîner tractions vitréomaculaires et trou maculaire.
La cause peut être l'âge ou des blessures (traumatisme contusif notamment, même ancien). Il est plus fréquent chez les myopes forts.
Les symptômes évocateurs de décollement postérieur du vitré sont les myodésopsies (images de toiles d'araignée, de serpentins ou de mouches volantes) et les phosphènes (impression d'éclairs lumineux, de flashs d'appareil photo). Ces symptômes doivent faire réaliser un fond d'œil dilaté explorant la périphérie rétinienne dans les jours qui suivent leur apparition, car ils peuvent être associés à une déchirure de la rétine ou un décollement de rétine. En particulier, une baisse d'acuité visuelle ou une amputation du champ visuel sont des signes évocateurs de décollement de rétine, et doivent amener à (re)consulter rapidement un ophtalmologue s'ils surviennent.
Il n'existe pas de traitement pour recoller le vitré, celui-ci est laissé tel quel et ne présentera pas de complications une fois totalement décollé. Le principal danger est le développement d'une traction sur la rétine la déchirant. Le traitement du décollement du vitré est donc le traitement de ses complications.
En dehors des déchirures (traitées par laser argon) et des décollements de rétine (traités en général par vitrectomie au bloc opératoire), le décollement du vitré peut provoquer une hémorragie rétinienne, voire une hémorragie intravitréenne. Ces complications ne concernent néanmoins qu'une minorité de décollements postérieurs du vitré qui restent bénins dans la majorité des cas. 
Les myodésopsies ont tendance à persister bien que leur perception s'atténue avec le temps, et les phosphènes disparaissent lorsque le décollement du vitré est complet, dans un délai variable.
L'hydratation pour dissiper les corps flottants, fréquemment recommandée ne fait preuve d'aucune base scientifique.